# Draft 2019 de la NBA
2018 2020
La draft 2019 de la NBA est la 73e draft annuelle de la National Basketball Association (NBA), se déroulant en amont de la saison 2019-2020. Elle a eu lieu le jeudi 20 juin 2019 au Barclays Center de Brooklyn.
La draft de la NBA est un événement annuel où les joueurs des universités ayant au moins 19 ans le jour de la draft et ayant quitté le lycée depuis au minimum 1 an sont choisis pour jouer dans une équipe professionnelle de la National Basketball Association (NBA). Les joueurs étrangers de plus de 19 ans sont eux aussi éligibles.
La loterie pour désigner la franchise qui choisit en première un joueur, consiste en une loterie pondérée : parmi les équipes non qualifiées en playoffs, les chances de remporter le premier choix sont de 14% pour les trois plus mauvaises équipes, et de 0,5% pour la « moins mauvaise », où chaque équipe se voit confier aléatoirement 140 à 5 combinaisons différentes.
Les Pelicans de La Nouvelle-Orléans sélectionnent le phénomène de Duke, Zion Williamson, comme premier choix de draft. Ja Morant, second choix de cette draft par les Grizzlies de Memphis, est nommé NBA Rookie of the Year à l'issue de la saison.

## Règles d'éligibilité
La draft est menée en vertu des règles d'admissibilité établies dans la nouvelle convention collective de 2011, désignée sous le terme de Collective Bargaining Agreement ou CBA. Cette convention est signée entre la ligue et le syndicat des joueurs. Le CBA qui a mis fin au lock-out de 2011 n'a institué aucun changement immédiat à la draft, mais a appelé à un comité de propriétaires et de joueurs pour discuter des changements à venir. À partir de 2012, les règles d'admissibilité de base pour la draft sont listées ci-dessous :
- Tous les joueurs repêchés (draftés) doivent avoir au moins 19 ans au cours de l'année civile de la draft. En termes de dates, les joueurs admissibles au repêchage de 2019 doivent être nés avant le 31 décembre 2000[5].
- Tout joueur qui n'est pas un « joueur international », tel que défini par le CBA, doit être retiré au moins un an de sa classe de lycée[5]. Le CBA définit les « joueurs internationaux » comme des joueurs qui ont résidé de manière permanente en dehors des États-Unis pendant trois ans avant la draft, qui n'ont pas terminé l'école secondaire aux États-Unis, et n'ont jamais été inscrits dans un collège ou une université américaine[5].

L'exigence de base pour l'admissibilité automatique pour un joueur américain est l'achèvement de son admissibilité au collège. Les joueurs qui répondent à la définition du CBA des « joueurs internationaux » sont automatiquement admissibles si leur 22e anniversaire tombe pendant l'année civile de la draft (c'est-à-dire nés avant le 31 décembre 1997). Les joueurs américains qui ont arrêté au moins un an leurs études secondaires et qui ont joué au basket-ball dans les ligues mineures avec une équipe en dehors de la NBA sont également automatiquement admissibles.
Un joueur qui n'est pas automatiquement admissible doit déclarer son éligibilité pour la draft en informant les bureaux NBA par écrit au plus tard 60 jours avant la draft. Pour la draft de 2019, cette date est tombée le 21 avril. Selon les règles de la NCAA, les joueurs ont seulement jusqu'en avril pour se retirer de la draft et de maintenir leur admissibilité au collège.
Un joueur qui a embauché un agent perd son admissibilité pour les années de collège restantes. En outre, le CBA permet à un joueur de se retirer de la draft à deux reprises.

## Candidats
98 joueurs (internationaux ou universitaires) se sont inscrits pour cette draft. Ce nombre ne prend pas en compte le reste des joueurs automatiquement éligibles (les principaux étant indiqués en gras).
En ce qui concerne les joueurs universitaires, seuls les 26 joueurs seniors les plus pressentis pour être drafté lors de cette édition sont mentionnés (en gras). Ainsi, la liste des joueurs ayant effectués l'intégralité de leur cursus universitaire (qui sont donc automatiquement éligibles) n'est pas exhaustive. En revanche, tous les underclassmen (joueurs n'ayant pas fini leurs cursus universitaires) sont listés. Ils sont 86 cette année.

### Joueurs universitaires
- Nickeil Alexander-Walker – G, Virginia Tech (sophomore)[8]
- R. J. Barrett — G, Duke (freshman)[9]
- Tyus Battle – G, Syracuse (junior)[10]
- Bennie Boatwright – F, USC (senior)
- / Bol Bol – C, Oregon (freshman)[11]
- Marques Bolden – C, Duke (junior)[12]
- Jordan Bone – G, Tennessee (junior)[13]
- Ky Bowman – G, Boston College (junior)[14]
- Iggy Brazdeikis – F, Michigan (freshman)[15]
- Oshae Brissett – F, Syracuse (sophomore)[16]
- Armoni Brooks – G, Houston (junior)[17]
- Charlie Brown – F, Saint Joseph's (sophomore)[18]
- Moses Brown – C, UCLA (freshman)[19]
- Zylan Cheatham – F, Arizona State (senior)
- Brandon Clarke – F, Gonzaga (junior)[20]
- / Nicolas Claxton – F, Georgia (sophomore)[21]
- Chris Clemons – G, Campbell (senior)
- Amir Coffey – G, Minnesota (junior)[22]
- Tyler Cook – F, Iowa (junior)[23]
- Jarrett Culver — G, Texas Tech (sophomore)[24]
- Terence Davis – G, Ole Miss (senior)
- Aubrey Dawkins – G, UCF (junior)[25]
- Luguentz Dort – G, Arizona State (freshman)[26]
- Jason Draggs – F, Lee (freshman)[27]
- Carsen Edwards – G, Purdue (junior)[28]
- Tacko Fall – C, UCF (senior)
- Bruno Fernando – F, Maryland (sophomore)[29]
- Robert Franks – F, Washington State (senior)
- Daniel Gafford – F, Arkansas (sophomore)[30]
- Darius Garland – G, Vanderbilt (freshman)[31]
- Kyle Guy – G, Virginia (junior)[32]
- Rui Hachimura — F, Gonzaga (junior)[33]
- Jaylen Hands – G, UCLA (sophomore)[34]
- Jared Harper – G, Auburn (junior)[35]
- Jaxson Hayes – F, Texas (freshman)[36]
- Dewan Hernandez – F, Miami (junior)[37]
- Tyler Herro, — G, Kentucky (freshman)[38]
- Amir Hinton – G, Shaw (junior)[39]
- Jaylen Hoard — F, Wake Forest (freshman)[40]
- Aric Holman – F, Mississippi State (senior)
- Daulton Hommes – G, Point Loma (junior)[41]
- Talen Horton-Tucker – G, Iowa State (freshman)[42]
- De'Andre Hunter — G, Virginie (sophomore)[43]
- DaQuan Jeffries – G, Tulsa (senior)
- Ty Jerome — G, Virginie (junior)[44]
- Cameron Johnson – F, North Carolina (senior)
- Keldon Johnson – G, Kentucky (freshman)[45]
- Mfiondu Kabengele – F, Florida State (sophomore)[46]
- Louis King – F, Oregon (freshman)[47]
- V. J. King – F, Louisville (junior)[48]
- Sagaba Konate – F, West Virginia (junior)[49]
- John Konchar – G, Purdue Fort Wayne (senior)
- Martin Krampelj – F, Creighton (junior)[50]
- Romeo Langford – G, Indiana (freshman)[51]
- Cameron Lard – F, Iowa State (sophomore)[52]
- Dedric Lawson – F, Kansas (junior)[53]
- Jalen Lecque – G, Brewster Academy (postgraduate)[54]
- Jacob Ledoux – G, UTPB (junior)[55]
- Nassir Little – F, North Carolina (freshman)[56]
- Fletcher Magee – G, Wofford (senior)
- Terance Mann – F, Florida State (senior)
- Trevor Manuel – G/F, Olivet College (junior)[57]
- Caleb Martin – F, Nevada (senior)
- Cody Martin – F, Nevada (senior)
- C. J. Massinburg – G, Buffalo (senior)
- Charles Matthews – G, Michigan (junior)[58]
- Jalen McDaniels – F, San Diego State (sophomore)[59]
- Ja Morant – G, Murray State (sophomore)[60]
- Zach Norvell Jr. – G, Gonzaga (sophomore)[61]
- Jaylen Nowell – G, Washington (sophomore)[62]
- Chuma Okeke – F, Auburn (sophomore)[63]
- KZ Okpala – F, Stanford (sophomore)[64]
- Miye Oni – G, Yale (junior)[65]
- Eric Paschall – F, Villanova (senior)
- Nick Perkins – F, Buffalo (senior)
- Lamar Peters – G, Mississippi State (junior)[66]
- Shamorie Ponds – G, St. John's (junior)[67]
- Jordan Poole – G, Michigan (sophomore)[68]
- Jontay Porter – C, Missouri (sophomore)[69]
- Kevin Porter Jr. – G, USC (freshman)[70]
- Brandon Randolph – F, Arizona (sophomore)[71]
- Josh Reaves – G, Penn State (senior)
- Cam Reddish – G, Duke (freshman)[72]
- Isaiah Reese – G, Canisius (junior)[73]
- Naz Reid – F, LSU (freshman)[74]
- Kerwin Roach – G, Texas (senior)
- Austin Robinson – G, Kentucky Christian University (sophomore)
- Isaiah Roby – F, Nebraska (junior)
- Ayinde Russell – G, Morehouse (junior)
- Admiral Schofield – F, Tennessee (senior)
- / Samir Šehić – F, Tulane (junior)
- Marial Shayok – G, Iowa State (senior)
- Simisola Shittu – F, Vanderbilt (freshman)[75]
- Justin Simon – G, St. John's (junior)
- D'Marcus Simonds – G, Georgia State (junior)
- Jalen Sykes – F, St. Clair College (junior)
- Matisse Thybulle, — G, Washington (senior)
- Rayjon Tucker – G, Little Rock (junior)
- Dean Wade – F, Kansas State (senior)
- Nick Ward – F, Michigan State (junior)
- P. J. Washington – F, Kentucky (sophomore)
- / Tremont Waters – G, LSU (sophomore)[76]
- Quinndary Weatherspoon – G, Mississippi State (senior)
- Coby White – G, North Carolina (freshman) [60]
- Lindell Wigginton – G, Iowa State (sophomore)[77]
- Kris Wilkes – G, UCLA (sophomore)[78]
- Grant Williams – F, Tennessee (junior)
- Zion Williamson — F, Duke (freshman)[79]
- Dylan Windler – G/F, Belmont (senior)
- Kenny Wooten – F, Oregon (sophomore)
- Justin Wright-Foreman – G, Hofstra (senior)

### Joueurs internationaux
Ci-dessous apparaissent les 12 joueurs internationaux nés en 1998 ou après étant restés jusqu'à la fin du processus de la draft. De plus, bien que non mentionnés, tous les joueurs internationaux nés en 1997 sont automatiquement éligibles.
- Goga Bitadze — C, KK Budućnost Podgorica (Monténégro)[81]
- Yago dos Santos – G, Club Athlético Paulistano (Brésil)
- Sekou Doumbouya — F, Limoges CSP (France)[82]
- Matas Jogėla – G, BC Dzūkija (Lituanie)
- Marcos Louzada Silva – F, Franca São Paulo (Brésil)
- William McDowell-White – G, Brose Baskets Bamberg (Allemagne)
- Adam Mokoka – G, KK Mega Bemax (Serbie)
- Joshua Obiesie – G, S.Oliver Würzbourg (Allemagne)
- David Okeke – F, Fiat Torino (Italie)
- Luka Šamanić — F/C, KK Olimpija (Slovénie)[83]
- Deividas Sirvydis – G, Lietuvos rytas (Lituanie)[84]
- Yovel Zoosman — G, Maccabi Tel-Aviv (Israël)[85]

### Autres joueurs candidats automatiquement
Le critère d'admissibilité varie légèrement selon que le joueur est « international » ou non.
Pour les joueurs non internationaux, le contrat peut être avec une équipe non américaine.
La citoyenneté n'est pas un critère pour déterminer si un joueur est "international" sous le CBA.
Pour qu'un joueur soit "international" sous le CBA, il doit répondre à tous les critères suivants :
- Résident à l'extérieur des États-Unis depuis au moins trois ans au moment de la draft.
- N'a pas terminé son cursus universitaire.
- N'a jamais été inscrit dans une université américaine.

- Darius Bazley - Princeton High School
- Brian Bowen - Sydney Kings (Australie)
- Elijah Clarance - Francfort Skyliners (Allemagne)
- Jalek Felton - BC Nokia (Finlande)
- Harry Froling - Adelaide 36ers (Australie)
- Adonys Henriquez - Regatas Corrientes (Argentine)
- Shawn Lee - Chicago Ballers (JBA)
- Marcus LoVett - KK Sloboda Užice (Serbie)
- Deon Lyle- Chicago Ballers (JBA)
- Matur Maker - KK Zlatorog Laško (Slovénie)
- JaMichael Morgan - Seattle Ballers (JBA)
- Darel Poirier - Go-Go de Capital City (G-League)
- Micah Seaborn - Mega Basket Georgia (Géorgie)
- Tavarius Shine - BC Luleå (Suède)
- Alen Smailagić - Warriors de Santa Cruz (G-League)
- Matej Svoboda - Tuři Svitavy (République Tchèque)
- Demba Thimbo - Los Angeles Ballers (JBA)

## Loterie de la draft
Les 14 premiers choix de la draft appartiennent aux équipes qui ont raté les playoffs NBA, aussi appelés séries éliminatoires par les francophones d'Amérique du Nord. L'ordre a été déterminé par un tirage au sort. La loterie (lottery) a déterminé les trois équipes qui obtiennent les trois premiers choix de la draft (et leur ordre de choix). Les choix de premier tour restant et les choix du deuxième tour sont affectés aux équipes dans l'ordre inverse de leur bilan victoires-défaites lors de la saison 2018-2019. La loterie de la draft s'est déroulée le 14 mai 2019. Les Pelicans de La Nouvelle-Orléans obtiennent le premier choix de draft, avec 6,0% de chances de remporter la loterie.
Ci-dessous les chances de chaque équipe pour la loterie de la draft 2019.
| ^ | Signale le résultat de la loterie |

| Équipe                          | Bilan 2018-2019 | Chances d'avoir la loterie | Choix | Choix | Choix | Choix | Choix | Choix | Choix | Choix | Choix | Choix | Choix | Choix | Choix | Choix |
| Équipe                          | Bilan 2018-2019 | Chances d'avoir la loterie | 1er   | 2e    | 3e    | 4e    | 5e    | 6e    | 7e    | 8e    | 9e    | 10e   | 11e   | 12e   | 13e   | 14e   |
| ------------------------------- | --------------- | -------------------------- | ----- | ----- | ----- | ----- | ----- | ----- | ----- | ----- | ----- | ----- | ----- | ----- | ----- | ----- |
| Knicks de New York              | 17-65           | 140                        | .140  | .134  | ^.127 | .120  | .479  | —     | —     | —     | —     | —     | —     | —     | —     | —     |
| Cavaliers de Cleveland          | 19-63           | 140                        | .140  | .134  | .127  | .120  | ^.278 | .200  | —     | —     | —     | —     | —     | —     | —     | —     |
| Suns de Phoenix                 | 19-63           | 140                        | .140  | .134  | .127  | .120  | .148  | ^.260 | .070  | —     | —     | —     | —     | —     | —     | —     |
| Bulls de Chicago                | 22-60           | 125                        | .125  | .122  | .119  | .115  | .072  | .257  | ^.167 | .022  | —     | —     | —     | —     | —     | —     |
| Hawks d'Atlanta                 | 29-53           | 105                        | .105  | .105  | .106  | .105  | .022  | .196  | .267  | ^.087 | .006  | —     | —     | —     | —     | —     |
| Wizards de Washington           | 32-50           | 90                         | .090  | .092  | .094  | .096  | —     | .086  | .298  | .205  | ^.037 | .001  | —     | —     | —     | —     |
| Pelicans de La Nouvelle-Orléans | 33-49           | 60                         | ^.060 | .063  | .067  | .072  | —     | —     | .197  | .372  | .151  | .016  | .000  | —     | —     | —     |
| Grizzlies de Memphis            | 33-49           | 60                         | .060  | ^.063 | .067  | .072  | —     | —     | —     | .312  | .341  | .080  | .005  | .000  | —     | —     |
| Mavericks de Dallas             | 33-49           | 60                         | .060  | .063  | .067  | .072  | —     | —     | —     | —     | .464  | ^.243 | .029  | .001  | .000  | —     |
| Timberwolves du Minnesota       | 36-46           | 30                         | .030  | .033  | .036  | .040  | —     | —     | —     | —     | —     | .659  | ^.190 | .012  | .000  | .000  |
| Lakers de Los Angeles           | 37-45           | 20                         | .020  | .022  | .024  | ^.028 | —     | —     | —     | —     | —     | —     | .776  | .126  | .004  | .000  |
| Hornets de Charlotte            | 39-43           | 10                         | .010  | .011  | .012  | .014  | —     | —     | —     | —     | —     | —     | —     | ^.861 | .090  | .002  |
| Heat de Miami                   | 39-43           | 10                         | .010  | .011  | .012  | .014  | —     | —     | —     | —     | —     | —     | —     | —     | ^.906 | .046  |
| Kings de Sacramento             | 39-43           | 10                         | .010  | .011  | .012  | .014  | —     | —     | —     | —     | —     | —     | —     | —     | —     | ^.952 |

## Draft

### Joueurs invités
Chaque année, la NBA invite environ 15 à 20 joueurs à s'asseoir dans la Green Room, une salle spéciale réservée sur le site de draft pour les joueurs invités, ainsi que leurs familles et leurs agents. Lorsque son nom est appelé, le joueur quitte la salle et monte sur scène. Les autres joueurs qui ne sont pas invités sont autorisés à assister à la cérémonie. Ils s'assoient dans les gradins avec les fans et montent sur la scène s'ils sont choisis. Le 8 juin, la NBA avait initialement annoncé que 9 joueurs seulement étaient invités à l'événement (qui ont tous joué à l'université cette année). Quatre jours plus tard, la NBA a invité sept autres joueurs à l'événement, portant ainsi le nombre d'invitations à 16. Deux autres joueurs ont été invités le lendemain, portant le nombre à 18. Les joueurs suivants (classés par ordre alphabétique) ont été confirmés en tant qu'invités pour l'événement:
- R. J. Barrett
- Goga Bitadze (pas dans la liste d'origine, invité plus tard)
- Brandon Clarke (pas dans la liste d'origine, invité plus tard)
- Jarrett Culver
- Sekou Doumbouya (pas dans la liste d'origine, invité plus tard)
- Darius Garland
- Rui Hachimura (pas dans la liste d'origine, invité plus tard)
- Jaxson Hayes
- Tyler Herro (pas dans la liste d'origine, invité plus tard)
- De'Andre Hunter
- Keldon Johnson (pas dans la liste d'origine, invité plus tard)
- Romeo Langford (pas dans la liste d'origine, invité plus tard)
- Nassir Little (pas dans la liste d'origine, invité plus tard)
- Ja Morant
- Cam Reddish
- P. J. Washington (pas dans la liste d'origine, invité plus tard)
- Coby White
- Zion Williamson

### Légende
| ^ | Signale un joueur qui a été intronisé au Basketball Hall of Fame                                                                |
| * | Signale un joueur qui a été sélectionné pour au moins un match annuel NBA All-Star Game et une récompense annuelle All-NBA Team |
| + | Signale un joueur qui a été sélectionné pour au moins un match annuel NBA All-Star Game                                         |
| x | Signale un joueur qui a été sélectionné pour au moins une récompense annuelle All-NBA Team                                      |
| R | Signale le joueur qui a remporté le titre de NBA Rookie of the Year                                                             |

### Premier tour
| Choix | Nom                      | Position       | Nationalité | Équipe                                                         | Provenance                       |
| ----- | ------------------------ | -------------- | ----------- | -------------------------------------------------------------- | -------------------------------- |
| 1     | Zion Williamson+         | Ailier fort    | États-Unis  | Pelicans de La Nouvelle-Orléans                                | Blue Devils de Duke              |
| 2     | Ja Morant+ R             | Meneur         | États-Unis  | Grizzlies de Memphis                                           | Racers de Murray State           |
| 3     | R. J. Barrett            | Arrière Ailier | Canada      | Knicks de New York                                             | Blue Devils de Duke              |
| 4     | De'Andre Hunter          | Ailier         | États-Unis  | Lakers de Los Angeles                                          | Cavaliers de la Virginie         |
| 5     | Darius Garland+          | Meneur         | États-Unis  | Cavaliers de Cleveland                                         | Commodores de Vanderbilt         |
| 6     | Jarrett Culver           | Arrière        | États-Unis  | Timberwolves du Minnesota (de Phoenix)                         | Red Raiders de Texas Tech        |
| 7     | Coby White               | Meneur         | États-Unis  | Bulls de Chicago                                               | Tar Heels de la Caroline du Nord |
| 8     | Jaxson Hayes             | Pivot          | États-Unis  | Pelicans de La Nouvelle-Orléans (d’Atlanta)                    | Longhorns du Texas               |
| 9     | Rui Hachimura            | Ailier fort    | Japon       | Wizards de Washington                                          | Bulldogs de Gonzaga              |
| 10    | Cam Reddish              | Ailier         | États-Unis  | Hawks d'Atlanta (de Dallas)                                    | Blue Devils de Duke              |
| 11    | Cameron Johnson          | Ailier         | États-Unis  | Suns de Phoenix (de Minnesota)                                 | Tar Heels de la Caroline du Nord |
| 12    | P. J. Washington         | Ailier fort    | États-Unis  | Hornets de Charlotte                                           | Wildcats du Kentucky             |
| 13    | Tyler Herro              | Arrière        | États-Unis  | Heat de Miami                                                  | Wildcats du Kentucky             |
| 14    | Romeo Langford           | Arrière        | États-Unis  | Celtics de Boston (de Sacramento via Philadelphie)             | Hoosiers de l'Indiana            |
| 15    | Sekou Doumbouya          | Ailier         | France      | Pistons de Détroit                                             | Limoges CSP (France)             |
| 16    | Chuma Okeke              | Ailier fort    | États-Unis  | Magic d'Orlando                                                | Tigers d'Auburn                  |
| 17    | Nickeil Alexander-Walker | Arrière        | Canada      | Pelicans de La Nouvelle-Orléans (de Brooklyn via Atlanta)      | Hokies de Virginia Tech          |
| 18    | Goga Bitadze             | Pivot          | Géorgie     | Pacers de l'Indiana                                            | Budućnost Podgorica (Serbie)     |
| 19    | Luka Šamanić             | Ailier fort    | Croatie     | Spurs de San Antonio                                           | KK Olimpija (Slovénie)           |
| 20    | Matisse Thybulle         | Arrière Ailier | États-Unis  | 76ers de Philadelphie (de L.A. Clippers via Memphis et Boston) | Huskies de Washington            |
| 21    | Brandon Clarke           | Ailier fort    | Canada      | Grizzlies de Memphis (d'Oklahoma City)                         | Bulldogs de Gonzaga              |
| 22    | Grant Williams           | Ailier fort    | États-Unis  | Celtics de Boston                                              | Volunteers du Tennessee          |
| 23    | Darius Bazley            | Ailier         | États-Unis  | Thunder d'Oklahoma City (de Utah via Memphis)                  | Princeton High School            |
| 24    | Ty Jerome                | Meneur         | États-Unis  | Suns de Phoenix (de Philadelphie via Boston)                   | Cavaliers de la Virginie         |
| 25    | Nassir Little            | Ailier         | États-Unis  | Trail Blazers de Portland                                      | Tar Heels de la Caroline du Nord |
| 26    | Dylan Windler            | Ailier         | États-Unis  | Cavaliers de Cleveland (de Houston)                            | Bruins de Belmont                |
| 27    | Mfiondu Kabengele        | Pivot          | Canada      | Clippers de Los Angeles (de Denver via Brooklyn)               | Seminoles de Florida State       |
| 28    | Jordan Poole             | Arrière        | États-Unis  | Warriors de Golden State                                       | Wolverines du Michigan           |
| 29    | Keldon Johnson           | Ailier         | États-Unis  | Spurs de San Antonio (de Toronto)                              | Wildcats du Kentucky             |
| 30    | Kevin Porter Jr.         | Arrière        | États-Unis  | Cavaliers de Cleveland (de Milwaukee via Détroit)              | Trojans d'USC                    |

### Deuxième tour
| Choix | Nom                    | Position    | Nationalité | Équipe                                                                      | Provenance                    |
| ----- | ---------------------- | ----------- | ----------- | --------------------------------------------------------------------------- | ----------------------------- |
| 31    | Nicolas Claxton        | Pivot       | États-Unis  | Nets de Brooklyn (de New York via Philadelphie)                             | Bulldogs de la Géorgie        |
| 32    | KZ Okpala              | Ailier      | États-Unis  | Heat de Miami (de Phoenix via Indiana)                                      | Cardinal de Stanford          |
| 33    | Carsen Edwards         | Meneur      | États-Unis  | Celtics de Boston (de Cleveland via Orlando, New York et Philadelphie)      | Boilermakers de Purdue        |
| 34    | Bruno Fernando         | Pivot       | Angola      | Hawks d'Atlanta (de Chicago via L.A. Lakers et Philadelphie)                | Terrapins du Maryland         |
| 35    | Marcos Louzada Silva   | Ailier      | Brésil      | Pelicans de La Nouvelle-Orléans (d’Atlanta)                                 | Franca São Paulo (Brésil)     |
| 36    | Cody Martin            | Ailier      | États-Unis  | Hornets de Charlotte (de Washington via Orlando, Denver et Atlanta)         | Wolf Pack du Nevada           |
| 37    | Deividas Sirvydis      | Ailier      | Lituanie    | Pistons de Détroit (de Dallas)                                              | BC Rytas (Lituanie)           |
| 38    | Daniel Gafford         | Pivot       | États-Unis  | Bulls de Chicago (de Memphis)                                               | Razorbacks de l'Arkansas      |
| 39    | Alen Smailagić         | Pivot       | Serbie      | Warriors de Golden State (de La Nouvelle-Orléans)                           | Warriors de Santa Cruz        |
| 40    | Justin James           | Arrière     | États-Unis  | Kings de Sacramento (de Minnesota via Portland et Cleveland)                | Cowboys du Wyoming            |
| 41    | Eric Paschall          | Ailier fort | États-Unis  | Warriors de Golden State (de L.A. Lakers via Cleveland, Indiana et Atlanta) | Wildcats de Villanova         |
| 42    | Admiral Schofield      | Ailier      | États-Unis  | 76ers de Philadelphie (de Sacramento via Brooklyn et Milwaukee)             | Volunteers du Tennessee       |
| 43    | Jaylen Nowell          | Arrière     | États-Unis  | Timberwolves du Minnesota (de Miami via Charlotte)                          | Huskies de Washington         |
| 44    | Bol Bol                | Pivot       | Soudan      | Nuggets de Denver (de Charlotte via Atlanta et Miami)                       | Ducks de l'Oregon             |
| 45    | Isaiah Roby            | Ailier      | États-Unis  | Mavericks de Dallas (d'Oklahoma City via Boston et Détroit)                 | Cornhuskers du Nebraska       |
| 46    | Talen Horton-Tucker    | Arrière     | États-Unis  | Lakers de Los Angeles (de Brooklyn via Memphis, Charlotte et Orlando)       | Cyclones d'Iowa State         |
| 47    | Ignas Brazdeikis       | Ailier      | Canada      | Knicks de New York (d'Orlando via Sacramento)                               | Wolverines du Michigan        |
| 48    | Terance Mann           | Ailier      | États-Unis  | Clippers de Los Angeles                                                     | Seminoles de Florida State    |
| 49    | Quinndary Weatherspoon | Arrière     | États-Unis  | Spurs de San Antonio                                                        | Bulldogs de Mississippi State |
| 50    | Jarrell Brantley       | Ailier fort | États-Unis  | Jazz de l'Utah (d'Indiana)                                                  | Cougars de Charleston         |
| 51    | Tremont Waters         | Meneur      | États-Unis  | Celtics de Boston                                                           | Tigers de LSU                 |
| 52    | Jalen McDaniels        | Ailier fort | États-Unis  | Hornets de Charlotte (d'Oklahoma City)                                      | Aztecs de San Diego State     |
| 53    | Justin Wright-Foreman  | Meneur      | États-Unis  | Jazz de l'Utah                                                              | Pride de Hofstra              |
| 54    | Marial Shayok          | Arrière     | Canada      | 76ers de Philadelphie                                                       | Cyclones d'Iowa State         |
| 55    | Kyle Guy               | Arrière     | États-Unis  | Kings de Sacramento (de Houston via New York)                               | Cavaliers de Virginie         |
| 56    | Jaylen Hands           | Meneur      | États-Unis  | Nets de Brooklyn (de Portland via Détroit, Orlando et L.A. Clippers)        | Bruins d'UCLA                 |
| 57    | Jordan Bone            | Meneur      | États-Unis  | Pistons de Détroit (de Denver via Milwaukee et La Nouvelle-Orléans)         | Volunteers du Tennessee       |
| 58    | Miye Oni               | Arrière     | États-Unis  | Jazz de l'Utah (de Golden State)                                            | Bulldogs de Yale              |
| 59    | Dewan Hernandez        | Ailier fort | États-Unis  | Raptors de Toronto                                                          | Hurricanes de Miami           |
| 60    | Vanja Marinković       | Arrière     | Serbie      | Kings de Sacramento (de Milwaukee)                                          | KK Partizan Belgrade (Serbie) |